# Isus
Isus Krist (grč. Ἰησοῦς Χριστός, lat. Iesus Christus, heb. i aram. ישו, latinično Ješua; Betlehem, oko 4. pr. Kr. − Jeruzalem, 30. ili 33.), također Isus iz Nazareta, Isus Nazarećanin (pridjevak Nazarećanin ili Nazarenac) ili jednostavno Isus ili Krist (grč. khristós: – pomazan, Pomazanik), utemeljitelj kršćanstva i važna ličnost u nekoliko drugih religija. Prema kršćanskom vjerovanju utjelovljeni je Sin Božji, utjelovljena Božja Riječ, Mesija, Spasitelj i Otkupitelj svijeta, druga osoba Presvetoga Trojstva i član Svete obitelji. Zbog utjecaja na razvoj ljudskoga društva, osobito Zapadne kulture, smatra se najvažnijom osobom u ljudskoj povijesti.[tko kaže?]
Ime Isus osobno je ime povijesnoga Isusa iz Nazareta, a vjeroispovjedni naslov Krist (grč. Χριστός, Hristos; „Pomazanik”, što prevodi aramejski Mešija, to jest Mesija) s vremenom je postao drugom sastavnicom udvojenoga imena. Odnos ljudske i Božanske naravi u Isusu Kristu proučava kristologija, a spasenjsku stranu njegova djela soteriologija.
Isus je svoje učenje iznosio u vidu kratkih alegoričnih priča kojima je primjerima iz svakodnevnog života prenosio duhovne pouke. Većina proučavalaca se slaže da je Isus bio Židov iz Galileje, da su ga smatrali učiteljem i iscjeliteljem, da ga je krstio Sveti Ivan Krstitelj i da je razapet u Jeruzalemu po naređenju rimskog guvernera Pontija Pilata pod optužbom za zavjeru protiv Rimskoga Carstva. Glavni izvori informacija vezanih za Isusov život i učenje su četiri kanonska evanđelja Novoga zavjeta po Mateju, Marku, Luki i Ivanu. Većina suvremenih proučavalaca Biblije vjeruje da su drevni spisi o Isusovom životu povijesno točni.
Kršćani vjeruju da je Isus Mesija čiji je dolazak najavljen u Starom zavjetu, što je osnovna točka njihovog razilaženja s judaizmom. Kršćani pretežno vjeruju da je Isus utjelovljenje Božje, Sin Božji koji je poslan da donese spas i izmirenje s Bogom, koji je uskrsnuo nakon svog raspeća. Monofizitski kršćani propovijedaju razne druge interpretacije vezane za njegovu ličnost (vidi kristologija). Ostala kršćanska vjerovanja uključuju Isusovo bezgrešno začeće, čuda, ispunjenje biblijskih proročanstava, uzašašće u raj i Isusov drugi dolazak.
Isusovo rođenje temeljna je razdjelnica kalendara kršćanske ere, ujedno i svjetskoga „građanskoga” kalendara po kojemu se godine računaju prije (pr. Kr.; eng. BC, „before CHrist”) i poslije Krista (pos. Kr.). U matematici se godine pr. Kr. iskazuju negativnim (–), a pos. Kr. pozitivnim (+) predznakom.

## Ime Isusa u hrvatskih narječjima
Na kajkavskomu narječju, nekojemu štokavskomu dijalektu i čakavskomu dijalektu i na gradišćanskohrvatskomu jeziku ime Isusa je Jezuš, Jezuš Kristuš. Isto onako se reče Jezuš Kristuš na prekomurskoslovenskom jeziku i staromu štajerskomu slovenskomu narječju. Stariji je oblik Ježuš Krištuš. Na ostatku čakavskih dijalekata Đezus, Isukrist, Ježoš, Isűs, Isukarst. U srednjovjekovnomu Dubrovniku, na Braču i drugdje po Dalmaciji Isukarst i Isukrst. U Splitu također Isukrst. Posvojni pridjevi oblika Isukrst su Isukršć i Isukrstov. Oblik Isukarst koristili su u svojim djelima i prijevodima Marko Marulić, Matija Divković i ini, a javljaju se i u hrvatskoj usmenoj književnosti (pr. u Gospinu plaču).

## Život
Vidi i: Rodoslovlje Isusa Krista

### Začeće i rođenje
Prema Evanđelju po Luki, anđeo Gabrijel navijestio je Mariji, da je ona izabrana biti majkom Isusa, Sina Božjega. Tijekom stoljeća, ljudi su iščekivali obećanoga Spasitelja. Marija je pristala: „Evo službenice Gospodnje, neka mi bude po riječi tvojoj (Lk 1,38)” i začela Isusa po Duhu Svetome, bez ljudskoga udjela. Isus se utjelovio, da ljude pomiri s Bogom. U jednoj osobi, spojio je ljudsko i božansko. Marijin zaručnik Josip, prema običajima toga vremena, mogao je napustiti Mariju, no nakon što je u snu, objavom Anđela, saznao Božji plan, odlučio je uzeti Mariju za svoju ženu. Za vrijeme trudnoće, Marija je posjetila svoju rođakinju Elizabetu, koja će ubrzo roditi Ivana Krstitelja.
Prema Novom zavjetu, Isus se rodio u judejskom gradu Betlehemu u Palestini, za vladavine rimskog cara Augusta i judejskog kralja Heroda. Prema Luki Josip i Marija morali su putovati iz svoga grada Nazareta u Betlehem, radi popisa stanovništva. Djevica Marija rodila ga je u staji, jer u svratištima nije bilo mjesta. Tamo su ga pohodili pastiri koju su u onom kraju čuvali ovce. Prema Mateju Josip i Marija su živjeli u Betlehemu kada se rodio Isus, kojeg su zatim pohodila tri kralja s istoka i darovali mu tri dara: tamjan (kao Bogu), zlato (kao kralju) i plemenitu mast, smirnu (kao čovjeku). Oni su predstavnici poganskih naroda, koje je Bog pozvao u svoje kraljevstvo, time što im je javio rođenje Spasitelja.
Od godine njegova rođenja računa se kršćanska era (po novijim proračunima Isus je rođen nekoliko godina prije). Kršćansko brojenje godina, uspostavio je monah Dionizije Mali u 6. stoljeću. Nadnevak rođenja nije poznat, ali se tradicionalno uzima 25. prosinca (Božić).
Herod odlučio je pogubiti svu djecu u Betlehemu i okolici od dvije godine na niže, jer se bojao, da mu Isus ne ugrozi prijestolje, stoga su Josip, Djevica Marija i Isus morali pobjeći u Egipat. Bili su u Egiptu nekoliko godina, dok nije umro Herod. Tada se anđeo javio Josipu u snu i rekao: "Ustani, reče, uzmi dijete i njegovu majku te pođi u zemlju izraelsku jer su umrli oni koji su djetetu o glavi radili (Mt 2, 20)". Vratili su se u Izrael, ali ne u Judeju, jer je tamo vladao Herdovov nasljednik Arhelaj, nego u Nazaret u Galileju gdje su bili sigurni (Mt 2, 22). Kada su se vratili iz Egipta ispunilo se starozavjetno proročanstvo: "Iz Egipta dozvah Sina svog (Hoš 1,11)."

### Rani život
Odrastao je u židovskoj obitelji u Nazaretu, pa se u evanđeljima naziva Isusom iz Nazareta ili Isusom Nazarećaninom. O njegovom zanimanju postoji više teorija koje se uglavnom vežu za zanimanje njegovog poočima Josipa, oko kojega također postoje nedoumice, naime grčka riječ techton, koja je prevedena kao tesar, znači graditelj, ali ne precizira s kojim materijalom. Shodno tome, Josip je mogao biti i graditelj u kamenu, što je teorija koju zastupa dio teoretičara. Majka mu je bila Marija.
O njegovu životu do njegove tridesete godine ne zna se mnogo. Proveo je te godine u poslušnosti, radu i molitvi. Kada je imao četrdeset dana, prikazan je Bogu, u hramu u Jeruzalemu. Isusa je u naručje uzeo starac Šimun, kojemu je Bog obećao, da neće umrijeti, dok ne vidi Spasitelja. Uz njega, bila je i starica Ana. Obrezan je kao znak pripadnosti židovskome narodu. 
S Josipom i Marijom bježao je u Egipat, zbog Herodova pokolja svih dječaka u dobi do dvije godine u Betlehemu i okolici. Već to je navijestilo, da će Kristov život biti u znaku progonstva. U Egiptu su živjeli do Herodove smrti, kada su se vratili u Nazaret. Povratak iz Egipta, podsjeća na povratak izraelskog naroda iz ropstva u Egiptu.
Kada je Isus navršio dvanaest godina, po propisu zakona o blagdanu Pashe s Marijom i Josipom išao je u hram u Jeruzalem. Ostao je u hramu i nakon što su se Marija i Josip vratili kući. Našli su ga nakon tri dana potrage, kako u hramu raspravlja s učiteljima i pismoznancima.

### Isusovo javno djelovanje
Nakon krštenja u rijeci Jordanu i kušnje u pustinji, počinje njegovo javno djelovanje u Galileji, Judeji i Jeruzalemu. Povremeno je zalazio i u poganske krajeve (Tir, Sidon, Dekapol, Cezareja Filipova). Tada mu je bilo 30. godina i to je vrijeme 15. godine vladanja rimskog cara Tiberija.
Ivan Krstitelj krstio je Isusa. On je navijestio njegov dolazak, propovijedajući u judejskoj pustinji. Prema Evanđelju po Marku, prilikom Isusova krštenja, otvorilo nebo i sišao je Duh Sveti u obliku goluba te se čuo glas nebeskog Oca: „Ovo je Sin moj ljubljeni, u njemu mi sva milina (Mk 1, 11)”. 
Četrdeset dana proveo je u pustinji, gdje nije ništa jeo. Sotona ga je tri puta iskušavao, ali Isus ga je svaki put odbio. Sotona ga je napastovao, da iskuša njegovu poslušnost poslanju, koje mu je povjereno. 
Isus je imao skupinu učenika, koji su s njim putovali, od kojih je izabrao dvanaest apostola. Poslije toga, izabrao je drugih sedamdeset dvoje učenika i poslao ih po dvoje, pred sobom u svaki grad, kamo je planirao doći. Naviještao je svoj nauk, svima koji su ga dolazili slušati. Često je govorio u prispodobama, jednostavno i jasno, tako da su i obični ljudi mogli razumjeti. Među najpoznatijima je prispodoba o razmetnom sinu. Činio je mnoga čuda, kako bi potvrdio, da je Mesija. Prvo čudo je bilo na svadbi u Kani Galilejskoj, kada je vodu pretvorio u vino. Zauzimao se za obespravljene ljude, koje su pripadnici viših slojeva, farizeji i saduceji, izbjegavali i prezirali. Liječio je bolesne, slijepe i gluhe, gubavce, padavičare, uzete, pomagao siromasima, grešnike je obratio, hodao je po vodi, istjerivao zle duhove iz opsjednutih ljudi, a jednom je i oživio Lazara, koji je umro. Ozdravljao je samo neke ljude, jer nije došao iskorijeniti sva zla, nego osloboditi čovjekovu dušu od ropstva grijeha.
Isus je pozvao sa sobom na goru Petra, Ivana i Jakova. Molio se i izgled mu se izmijenio, pokazao se u slavi, s njim su bili Mojsije i Ilija. Preobrazio se pred učenicima, kako bi oni kasnije bolje razumjeli njegovu muku i uskrsnuće. Isus više puta učenicima navješćuje svoju smrt, objašnjava im da će mnogo trpjeti, biti ubijen i nakon tri dana će uskrsnuti.

### Uhićenje, muka i smrt
Posljednje je dane prije muke i smrti proveo u Jeruzalemu. Trijumfalno je ušao u grad u dane prije Pashe. Narod je dočekao Isusa, mašući palminim i maslinovim grančicama i rasprostirući svoje haljine, putem kojim je Isus išao jašući na magarcu. Na Posljednjoj večeri ustanovio je Euharistiju i svećenički red. Blagovao je s apostolima vazmeno janje, a kasnije im je oprao noge. Prorekovao je, da će ga jedan od apostola izdati. Uzeo je u ruke kruh, blagoslovio ga i rekao: „Uzmite i jedite, ovo je moje tijelo (Mt 26, 26)”. Zatim je uzeo kalež s vinom, blagoslovio ga i rekao: „Ovo je krv moja, krv Saveza koja se za mnoge prolijeva na otpuštenje grijeha (Mt 26, 28)”.
Isus na Maslinskoj gori molio je, da ga mimoiđe muka, ali neka bude volja Božja. Osjetio je smrtnu muku i oblio ga je krvav znoj. Došao je Juda Iškariotski s četom vojnika po nalogu židovskih vjerskih poglavara te izdao Isusa poljupcem. Židovski svećenički poglavari i veliki svećenik Kajfa ispitivali su Isusa i kada je potvrdio, da je Krist, Sin Božji, odveli su ga u tamnicu. Optužili su Isusa, da krši židovski zakon, oskvrnjuje hram, a posebice da djeluje protiv vjere u jednoga Boga proglašavajući sebe Sinom Božjim. Isus nije bio kriv ni za jednu od tih optužbi, jer nije kršio židovski zakon, već ga je ispunio i dao mu konačno tumačenje. Hram je častio i u njemu naučavao, a nije djelovao ni protiv vjere u jednoga Boga. Isusova muka i smrt, ne pripisuje se Židovima, već svakom grešnom čovjeku.  
Sljedeći dan, u petak predan je rimskom upravitelju Ponciju Pilatu. Ispitao ga je i nije našao nikakve krivice, ali je pod pritiskom naroda i svećenstva osudio Isusa na smrt razapinjanjem na križ. Vojnici su ga bičevali, stavili mu trnovu krunu oko glave i rugali mu se. Do gore Kalvarije, nosio je teški križ, pod kojim je više puta padao na zemlju. Šimun Cirenac pomogao mu je nositi križ, a pobožne jeruzalemske žene su ga žalile i oplakivale. Veronika mu je pružila rubac, da obriše krvavo lice. Na gori Kalvariji, vojnici su mu dali ocat pomiješan sa žuči, koji je okusio. Svukli su mu odjeću, razapeli ga na križ i pribili mu čavlima ruke i noge. Nad glavu su mu stavili natpis „Isus Nazarećanin, kralj židovski”. Razapeli su dva zločinca, jednog Isusu s desne strane, a drugog s lijeve. Vojnici su razdijelili među sobom Isusovu odjeću. Pod križem je bilo mnoštvo ljudi, među kojima i Marija, apostol Ivan i Marija Magdalena. Isus je rekao Mariji: „Ženo, evo ti sina! (Iv 19, 26)”, a apostolu Ivanu: „Evo ti majke! (Iv 19, 26)”. Oko podneva je nastala tama i trajala je do tri sata popodne. Isus je povikao: „Oče, u ruke Tvoje predajem duh svoj! (Lk 23, 46). ” Priklonio je glavu i preminuo. Nastao je potres. Prije nego što su mu skinuli tijelo s križa, vojnik mu je probo kopljem srce, iz kojeg je potekla krv i voda. Nakon smrti, Isus je sašao nad pakao, oslobodio pravednike i otvorio im vrata neba. Predvečer su Josip iz Arimateje i još jedan čovjek, dobili dozvolu Poncija Pilata, da smiju ukopati Isusa. Skinuli su tijelo, pomazali mirisnim uljima i položili u grob, koji je bio vlasništvo Josipa iz Arimateje. Sutradan su vjerski poglavari zapečatili grob i postavili stražu.

### Uskrsnuće i uzašašće
Prema kršćanskom vjerovanju uskrsnuo je treći dan i slavno izašao iz groba. Pobožne žene našle su prazan grob i javile apostolima Petru i Ivanu, koji su odmah došli i vidjeli plahte i ubrus, koji je bio na Isusovoj glavi. Nekoliko dana nakon toga, dvojica učenika išla su u Emaus kraj Jeruzalema. Razgovarali su, a putem im se pridružio Isus. Nisu ga odmah prepoznali. Objasnio im je svoje uskrsnuće. Prepoznali su ga tek za vrijeme večere u Emausu.
Uskoro nakon toga, Isus se susreo s apostolima u kući u Jeruzalemu. Pokazao im je ruke i noge i blagovao s njima pečene ribe i med. Dahnuo je u apostole i rekao: „Primite Duha Svetoga! Kojima oprostite grijehe, oprostit će im se, a kojima zadržite, zadržat će se. (Iv 20, 22-23)”. Ustanovio je Crkvu, postavio je apostola Petra za prvog poglavara Crkve (papu), a apostolima je poručio da naviještaju evanđelje svim narodima i da ih krste u ime Oca, Sina i Duha Svetoga. Isusovo tijelo nakon uskrsnuća je ono koje je bilo raspeto, ali je i proslavljeno pa je slobodan ukazivati se učenicima kako i gdje hoće u različitim obličjima.
Nakon četrdeset dana uzašao je na nebo na Maslinskoj gori pred svojim učenicima, kao iščekivani Mesija ili Krist te sjedi s desna Ocu: „Kad to reče, bi na njihove oči uzdignut u zrak, i oblak ga otme očima njihovim (Dj 1,9)”.

## Nauk
U svome javnom djelovanju i propovijedanju Isus je nastupio naviještajući kraljevstvo Božje. U taj je starozavjetni pojam unio nove sadržaje i nijanse. Nije više riječ o iščekivanju ovozemaljskog kraljevstva, već duhovnoga. Na ovom se svijetu očituje u obraćenju (metanoja), a na drugome u vječnom blaženstvu na nebu. Starozavjetnom je legalizmu suprotstavio unutarnji stav i čistoću srca, a religiji zatvorenoj u etničke granice univerzalnost evanđelja i ljubav prema bližnjemu. 
Objavljuje tko je Bog i koji su Božji planovi sa svakim čovjekom: „Bog je tako ljubio svijet, da je dao svoga Sina Jedinorođenca, da nijedan koji u njega vjeruje ne propadne, nego ima vječni život (Iv 3,16)”. Srž je Isusove poruke izražena u Govoru na gori i blaženstvima. U njima je oslikan životni ideal, kojem treba težiti. 
Dao je zlatno pravilo: „Sve dakle, što želite da ljudi vama čine, činite i vi njima. To je, doista Zakon i Proroci (Mt 7,12)” i novu zapovijed: „Ljubite jedni druge, kao što sam ja ljubio vas (Iv 13, 34)”.
Isus poziva na obraćenje sve pa i najveće grešnike, koje drugi izbjegavaju. Isključeni su jedino oni, koji se ne odazovu pozivu. Suprotstavlja se nasilju i osveti, poziva na oproštenje i milosrđe: „Budite milosrdni kao što je milosrdan Otac vaš (Lk 6,36)” U Isusovo vrijeme, djeca su smatrana nevažnim bićima. Isus ih promatra na drugačiji način, poziva ih k sebi, na čuđenje drugih, čak odraslima daje djecu za primjer: „Zaista, kažem vam, ako ponovo ne postanete kao mala djeca, sigurno nećete ući u kraljevstvo nebesko (Mt 18, 3)”. U odnosu prema ženama, traži da se promijeni stav prema ženama na lošem glasu i osuđuje kamenovanje, zaštićuje žene od zloupotrebe muške vlasti, kada su muškarci napuštali žene. Za bračne parove kaže, da nisu više dvoje, nego jedno tijelo i „što je Bog združio, čovjek neka ne rastavlja (Mk 10, 9)”. Dosljedan je u svojim objavama, da Bog voli sve ljudi. Liječio je pogane, razgovarao s njima, što je bilo revolucionarno i novo za to doba, kada vjernici nisu željeli imati doticaja s poganima. Isus ne isključuje bogataše, ne traži ni da se odreknu svojih dobara, ali ih upozorava, da se ne oglušuju na potrebe siromaha i da ne zaborave ono bitno: „Ne sabirajte blago na zemlji, gdje ga izgriza moljac...nego sabirajte sebi blago na nebu (Mt 6, 19-20)”. Osobno je bio radnik tesar, prihvatio je i posvetio ljudski rad. Cijenio je prijateljstvo, ljubio je svoj narod, ali i sve ostale narode. Mnogo se molio i naučio ljude tada novu molitvu „Oče naš”.
Isus poziva svoje učenike, da uzmu svoj križ i da ga slijede, jer ih tako želi pridružiti svojoj otkupiteljskoj žrtvi. Isus je žrtvom na križu, otkupio ljude na jedinstven i konačan način i otvorio im pristup zajedništvu s Bogom.
Isus je obećao, da će biti uvijek prisutan: „I evo, ja sam s vama u sve dane do svršetka svijeta (Mt 28, 20)”. Prisutan je u molitvi: „Gdje su dvojica ili trojica sabrana u moje ime, tu sam i ja među njima (Mt 18, 20), pod prilikama kruha i vina: „Ovo je tijelo moje! Ovo je krv moja!" te u ljudima, koji su u potrebi: „Što god ste učinili jednome od ove moje najmanje braće, meni ste učinili (Mt 25, 40).”
Isus nije ništa napisao, a njegovu su poruku (Evanđelje) poslije zabilježili njegovi učenici, apostoli i evanđelisti, u Novom zavjetu. Ondje je Isus prikazan i kao začetnik novog poimanja Boga (Trojstvo), utemeljitelj Crkve (Dvanaestorica, Dvanaest apostola).

## Povijesni uvid
Povjesničari osnovnim povijesnim metodama rekonstruiraju Isusov život. Neki razlikuju povijesnu osobu Isusa od teološkog poimanja Isusa, a neki ga gledaju kao cjelinu. Glavni izvor informacija Isusovog života i učenja biblijska su Evanđelja po Luki, Mateju, Marku i Ivanu. Jedna nedavna studija, potvrdila je da bibliolozi i većina povjesničara, potvrđuju povijesno postojanje Isusa. Većina ga smatra propovjednikom i vođom religijskoga pokreta, koji je nastao unutar židovstva. Prema Bibliji, Isusa je krstio Ivan Krstitelj na rijeci Jordan, naučavao je u parabolama i aforizmima, kritizirao je loše pojave tadašnje tradicije i socijalnog uređenja, raspet je na križ. Povjesničari su podijeljeni oko toga, da li je ozdravljao bolesnike i izgonio zle duhove.
Povjesničari se slažu, da je Evanđelje po Marku napisano prvo oko 70. godine, u vrijeme rimskog razaranja židovskog hrama, a da su ostala Evanđelja pisana između 70. i 100. godine.
Mnogi znanstvenici pokušali su rekonstruirati Isusov život uzimajući u obzir političke, kulturne i religijske prilike u doba Isusovog rođenja, uključujući razlike između Galileje i Judeje te različitih stranki toga vremena poput farizeja, esena, saduceja i zelota, te u okviru rimske okupacije židovskog teritorija.

## Isus i Crkva
Novi zavjet također govori o Isusovim ukazanjima njegovim učenicima nakon uskrsnuća, kada je povjerio misiju apostolima i cijeloj Crkvi, da svijetom pronesu proglas o njemu i njegovu Evanđelju, o spasenju i oslobođenju od zla i grijeha svih ljudi. Svećenicima je dao udio u svojoj vlasti, da poučavaju, odriješuju od grijeha te izgrađuju i upravljaju Crkvom. Isus je, osobito prema Pavlovim poslanicama, Glava Crkve, a čitava zajednica vjernika njegovo je Tijelo. Na taj se način kršćani nakon Isusove smrti i uskrsnuća osjećaju bitno združeni s njime. Ova vjera u Isusovu prisutnost u zajednici Crkve osobito se, kod tradicionalnih crkava, očituje u vjeri u sedam svetih sakramenata po kojima Krist djeluje. Osobito je u tom smislu Euharistija sasvim osobiti način Kristove prisutnosti među svojim vjernicima.

## Isus sudac
Kršćani vjeruju i da će Isus »doći u slavi suditi žive i mrtve« (usp. Nicejsko-carigradsko vjerovanje  izvorni tekst na WikIzvoru: tekst Nicejsko-carigradskog vjerovanja). Riječ je o njegovu drugom dolasku (grč. parusia), na kraju vjekova, kada će svatko biti suđen prema svojoj vjernosti Isusu. Ne zna se dan, kada će se to dogoditi: „I vi budite pripravni, jer u čas i kad ne mislite Sin Čovječji dolazi (Lk 12,40).” Oni koji žive dostojno Krista, vjeruju da će se naći u njegovu kraljevstvu, te skupa s njime kraljevati dovijeka. Biblija govori o uskrsnuću kao jedinoj nadi u novi život. U knjizi Otkrivenja, slikovito se opisuje Isusov ponovni dolazak. Apostolsko vjerovanje govori sljedeće "i opet će doći u slavi, suditi žive i mrtve", drugim riječima, da će mrtvi i živi biti suđeni njegovim dolaskom, a ne nakon nekog vremena poslije smrti. Već su prvi kršćani radosno i s puno vjere i nade, očekivali ponovni Isusov dolazak.

## Stav drugih vjera

### Islam
Isa, sin Merjemin (ar. Isa ibn Maryam) zauzima jedinstveno uzvišeno mjesto u islamu. Kuran kazuje, da je Isu rodila djevica, da je on "Duh od Boga (udahnut)" (Ruhun mina'Llah) i "Riječ Božja" (Kalimatu-Lllah). On se obično naziva "Isa, sin Merjemin", a u njegove titule pripadaju: Mesih, vjerovjesnik, Božji poslanik, i "jedan od Allahu bliskih". Prema Kuranu izvodio je različita čuda: oživljavao je mrtve, donio objavljenu knjigu Indžil (Evanđelje). U islamu, Isa je imao misiju kao Poslanik (Resul) najvišeg stupnja, koji donosi obnovu Božje vjere. Također po islamu, Isa nije umro na križu. Vratit će se prije sudnjeg dana i uništit će Dedžala, koji će se pojaviti pred kraj vremena, predstavljajući izopačenu verziju duhovnosti, zavodeći ljudski rod u konačnu i kobnu iluziju. Postoje određene predaje koje kažu, da Isa i Merjem nisu zaplakali, kada su rođeni. Sva ostala djeca to učine, jer po simboličnom tumačenju, dodirne ih šejtan prilikom dolaska na ovaj svijet. Po riječima poslanika Muhameda, Isa i Merjem jedina su bića u povijesti, koja su rođena u takvom stanju bezgriješnosti. Premda je pozicija Ise u islamu na mnogo načina posebna, u potpunosti se odbacuje bilo kakva ideja o njegovoj Božanstvenosti ili prihvaćanje da je Božji Sin.

### Judaizam
Judaizam odbacuje ideje, da je Isus Bog, dio Presvetog Trojstva ili Mesija. Smatraju, da je posljednji prorok bio Malahija i da nakon njega nije bilo proroka, uključujući i Isusa. Reformirani Židovi (moderni pokret) smatraju, da onaj tko izjavi, da je Isus Spasitelj, prestaje biti Židov.

### Budizam
Isus se ne spominje u budističkim tekstovima. Moguće je naći dodirne točke između Isusa i Bude. Oboje uvode novosti u vjeri i koriste poneke slične metafore u prispodobama. Neki vjeruje, da postoji veza između budizma i gnostičkih tekstova.

### Hinduizam
Mišljenja hinduista o Isusu se razlikuju. Neki ga smatraju primjerom snage i savršenstva ili reinkarnacijom Ilije. Mahatma Gandhi, indijski vođa, Isusa smatra jednim od svojih učitelja i inspiracijom za nenasilan otpor. Izjavio je: "Volim vašeg Krista, ne volim vaše kršćane. Vaši kršćani su tako različiti vašem Kristu".

## Isusovi nazivi
- Isus – heb. Je(ho)šua – Osobno ime povijesnog Isusa iz Nazareta. Značenje je »Bog spašava«, »Bog je pomoćnik«. Označava njegovo poslanje i identitet.
- Krist – grč. Χριστός Hristos, Mesija na hebrejskom, značenje je »Pomazanik«. Pomazan je od Duha Svetoga za otkupiteljsko poslanje. Očekivani je Mesija, koga je Otac poslao na svijet. Od imena Krist, nastao je pojam kršćani.
- Sin Božji – Na mnogim mjestima u Bibliji, tako se zove. U trenutku krštenja na rijeci Jordan i prilikom preobraženja na gori Tabor, Bog Otac označava Isusa kao »ljubljenog Sina«. To je izraz jedinstvenoga odnosa Isusa s Ocem. Znači podložnost Očevoj volji, ali i uzvišenost. Odaje otajstvo, da Isus dolazi ljudima iz »krila Očeva« i njegov je Jedinorođenac (Iv 1,18).
- Gospodin – grč. Kyrios, heb. Adonaj. U Bibliji se ovim imenom označava Gospodar. Isus tim imenom objavljuje svoje božansko gospodstvo i vlast nad prirodom, demonima, grijehom i smrti. Apostoli i prvi kršćani, tim imenom su Isusu izražavali božansko dostojanstvo, klanjanje i poštovanje. Danas kršćani često govore Gospodin Isus Krist.
- Sin Čovječji – Isus tako sebe naziva na više mjesta u Evanđeljima. „Tako, Sin Čovječji je gospodar subote! (Mk, 2, 28)”. „Govoraše im: Sin Čovječji predaje se u ruke ljudima. Ubit će ga, ali će on, ubijen, nakon tri dana ustati (Mk 9, 31)”. „Tada će ugledati Sina Čovječjega gdje dolazi na oblacima i s velikom moći i slavom (Mk 13,26)”. Tim imenom izražava svoju vlast, muku i navještava ponovni dolazak.
- Sin Davidov – U Novom zavjetu, piše: „Kraj puta je sjedio slijepi prosjak Bartimej, sin Timejev. Kad je čuo, da je to Isus Nazarećanin, stane vikati: Sine Davidov, Isuse, smiluj mi se (Mk, 10, 46-47)”. Isusovo zakonsko porijeklo prema Evanđeljima po Mateju i Luki, vuče porijeklo iz loze kralja Davida.
- Emanuel – heb. S nama Bog – U Bibliji se to ime spominje u knjizi proroka Izaije: „Zato, sam će vam Gospodin dati znak: Evo, začet će djevica i roditi sina i nadjenut će mu ime Emanuel!” i u Evanđelju po Mateju.
- Jaganjac Božji – Janje je simbol Isusova otkupljenja ljudi od grijeha, kada se žrtvovao svojom mukom i smrću na križu. Žrtvovao se kao nevin jaganjac, milosrdan prema onima koji su ga nepravedno mučili. Ivan Krstitelj pri susretu s Isusom govori: "Evo Jaganjca Božjeg koji odnosi grijehe svijeta" (Iv 1,29). U knjizi Otkrivenja, Isus kao Jaganjac otvara pečate, kojima je zapečaćena knjiga sudbine svijeta (Otk 5).
- Krist Kralj – Isusov naziv, koji se temelji na nekoliko odlomaka Svetog pisma. Ime je prisutno u većini kršćanskih zajednica. Svetkovina Krista Kralja slavi se posljednje nedjelje u liturgijskoj godini. Papa Pio XI. ustanovio je blagdan Krista Kralja 1925. godine, želeći potaknuti kršćane na odanost Isusu, kao duhovnom vladaru u nebu.

## Isus u umjetnosti
Vrlo rano Isus je postao predmetom umjetničkog stvaralaštva. Njime su inspirirane brojne freske, mozaici, slike i kipovi. Duga je tradicija prikazivanja Isusova lika od rimskih katakombi i pravoslavnih ikona do modernih djela. Teme obuhvaćaju rođenje, život, muku, uskrsnuće i uzašašće. U književnost je ušao već po novozavjetnim knjigama u 1. stoljeću. U glazbi je temom mnogih gregorijanskih himana i antifona, a od renesanse i baroka i polifonih melodija. Osobito su poznati Bachovi oratoriji. U novije vrijeme postoje i mjuzikli. Mnogi filmovi su inspirirani Isusom kao što su: Pasija, Najveća priča ikad ispričana, Isus iz Nazareta, Posljednja večera, Kralj kraljeva, Ben-Hur.

### Relikvije
Postoje mnoge relikvije vezane uz Isusa, za koje se vjeruje, da su autentične i u skladu s biblijskim tekstovima.
Torinsko platno jedna je od najpoznatijih relikvija. To je komad platna, na kojem se nalaze obrisi muškoga tijela. Vjeruje se, da je u njega bilo zamotano Isusovo tijelo, nakon skidanja s križa. Čuva se u katedrali sv. Ivana Krstitelja u Torinu, u Italiji. Znanstvenici su istraživali torinsko platno različitim metodama, jedni potvrđuju, a drugi negiraju autentičnost.
Postoje mnoge legende o svetom kaležu ili svetom gralu, iz kojeg je Isus pio vino za vrijeme Posljednje večere.
Ostaci križa, na kojem je Isus bio raspet čuvaju se u stotinama crkvi u Europi, ali svi oni zajedno čine tek mali dio križa. Najveći dijelovi čuvaju se na brdu Athosu u Grčkoj, u Rimu, Bruxellesu, Veneciji, Gentu i Parizu.
Bazilika Svetoga groba je kršćanska crkva u Jeruzalemu u kojoj se štuje Kalvarija i Isusov grob. Kršćani je štuju kao neprikosnovenu svetinju. Nalazi se na mjestu gdje se nalazila Golgota, brdo Kristove Kalvarije.
Postoji još mnogo relikvija poput Veronikinog rubca ili Torinskog platna.
U Ludbregu u crkvi Presvetog Trojstva čuva se relikvija Predragocjene Krvi Kristove. Potječe iz 1411. godine. Tada se dogodio, čudesan događaj pojave Presvete Krvi Kristove, o kojemu je papa Leon X., 1513. godine izdao bulu.